# Tipula cirsii
Tipula cirsii är en tvåvingeart som först beskrevs av Franz Paula von Schrank 1795.  Tipula cirsii ingår i släktet Tipula, ordningen tvåvingar, klassen egentliga insekter, fylumet leddjur och riket djur.
Artens utbredningsområde är Tyskland. Inga underarter finns listade i Catalogue of Life.